# ノースウエスト航空255便墜落事故
ノースウエスト航空255便墜落事故とは、1987年8月16日にデトロイト・メトロポリタン・ウェイン・カウンティ空港での離陸に失敗し、墜落した航空事故である。
事故原因はパイロットによるフラップの出し忘れと、離陸警報装置の停止である。

## 航空機と乗務員

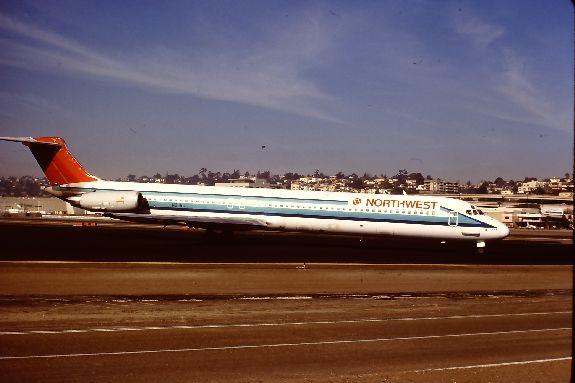
事故機に似た塗装のMD-82（N311RC）。

事故機はマクドネル・ダグラス社製DC-9-82（機体記号：N312RC）:1で、1981年にリパブリック航空向けに製造された機体である。その後1986年にリパブリック航空との合併によりノースウエスト航空の機体になった:6。事故当時、機体はノースウエスト航空とリパブリック航空のハイブリッドカラーになっており、尾翼が赤色に塗り直され胴体部のロゴが変更されたものの、胴体部はリパブリック航空の塗装がそのまま使われていた。
255便の機長はネバダ州ラスベガス出身で57歳の男性だった。機長は31年間の勤務の中で、フォッカー F27、ボーイング727、ボーイング757、マクドネル・ダグラスDC-9、マクドネル・ダグラスMD-80 を操縦していた。機長の飛行時間はMD-82での1,359時間を含めて、20,859時間だった:5。機長と一緒に飛行した他のパイロットは、彼を「十分に有能なパイロット」であり、「型通りに」操縦することで評判があったと述べた:6。
副操縦士はイリノイ州ガリーナ出身で35歳の男性だった。副操縦士の飛行時間はMD-82での1,604時間を含む8,044時間で、8年以上にわたって航空会社で働いていた:6。試用期間中の1回の訓練報告以外に、副操縦士とともに飛行した全ての機長は、平均または平均以上の評価を付けた:6。最近、副操縦士と一緒に飛行した他のパイロットは、彼の業績を好ましい言葉で説明した:6。

## 墜落までの経緯
1987年8月16日、ノースウエスト航空255便はサギノー発、デトロイト、フェニックス経由のオレンジ郡行きだった。255便はおよそ20:32(東部夏時間)に149人の乗客(子供21人を含む)と6人の乗員を乗せデトロイトのゲートを出発した:1。乗務員は始動前チェックリストを読み上げ、20:33:04にエンジンを始動した。総重量は144,046lb(65,338kg)で、最大許容重量は146,058lb(66,251kg)だった:1-7。
20:34:40にプッシュバックが完了し、20:34:50に地上管制官は255便の離陸滑走路を3C(中央)に変更した。乗務員は、ATIS情報の更新についても知らされ、副操縦士は気象データの更新について報告した。20:35:43に地上管制官は誘導路Cを使用し、周波数119.45MHzに切り替えて別の管制官と通信するように指示したが、副操縦士は復唱したものの周波数を復唱せず、周波数変更もしなかった。元々は滑走路21Lまたは21Rを使用する予定だったが:3、離陸を許可されたのは空港内で最も短い滑走路3Cだった:3。乗務員はフライトコンピューターの再設定を余儀なくされ、副操縦士はフライトの重量を再計算し、制限内であると結論付けた。タキシングの過程で、255便は現在地が分からなくなったため、副操縦士は地上管制官に連絡し滑走路3Cまでのルートを問い合わせたところ、119.45MHzに切り替える指示を受けた。副操縦士は復唱し、今度は新しい周波数に切り替えた。2番目の地上管制官から滑走路3Cまでのルートを指示された。パイロットは同時に、この管制官から簡単な気象情報も受け取った:3。
20:42:11に255便は滑走路3Cに到着し、管制官に後方乱気流を消すため3分の待機を指示された。20:44:04に離陸許可が出され、離陸滑走を開始した:3。
255便は170ノット(310km/h)で機首を上げたが、高度50フィート(15m)前後の高さで左右にロールを始めた:4。255便は失速状態に陥り、滑走路3Cの末端を通過して左翼が空港のレンタカー店(エイビスレンタカー)の照明灯に接触した。左翼は18フィート (5.5m) ほど切断され、タンクの燃料が火を噴いた:22,26。その後、大きく左に90度ロールし、左翼がレンタカー店の屋根を切り裂いた。機体はひっくり返り、交差点の自動車に接触した後、横倒しのまま道路を滑って州間高速道路94号線の鉄道高架の下で爆発炎上した:22,26。

## 乗客と生存者
搭乗していた乗員6名乗客149名のうち家族と旅行していた4歳の少女 を除く全員が死亡した:25-26。生存した4歳の少女は母親と父親、6歳の兄から数フィート離れた場所で発見された。当初は、乗員乗客全員の生存が絶望視されていたこともあり、少女は地上にいて巻き込まれたものだと思われていた。親族からの証言によって事故の翌日に身元が確認され、同機に搭乗していたとわかった。地上でも巻き込まれた自動車のドライバー2名が死亡し5名が重軽傷を負った。乗客のうち30名の乗客は25歳未満だった。154名のうち110名はアリゾナ州からで、18名がミシガン州の住民だった。
当時NBAのフェニックス・サンズに所属していたニック・バノスも本事故の犠牲者となった。

## 事故原因

### 調査
国家運輸安全委員会(NTSB)が事故調査を担当し、事故原因について、フラップとスラットを展開せずに離陸したことが原因と断定した。事故機のコックピットボイスレコーダー(CVR)を回収したところ、パイロットは離陸する際、チェックリストのフラップとスラットのセットの項目を飛ばしていたことが判明した。
また、CVRからは失速警報が鳴動していたのは確認できたものの、離陸警報装置(take-off warning system)が鳴動していなかったことを確認した。これは中央聴覚警告システム(Central Aural Warning System, CAWS)によって制御されるものだが、NTSBはCAWSの電源障害の原因は特定できなかった。
NTSBは、サーキットブレーカーがトリップしたか、意図的に開かれたか、またはブレーカーが閉じているにもかかわらず電力が流れなかったかについては特定できないとした。

### 最終報告
NTSBは1988年5月10日に最終報告書を発表した。

## 余波
事故後、ノースウエスト航空は255便の便名を使用しなくなった。1987年後半から2010年初頭にデルタ航空と合併するまで、デトロイトからフェニックスの最後の直通便は261便に番号が変更された。合併後の2019年12月現在、デルタ航空255便は存在しない。
事故現場の近くには、1994年に黒御影で作られた慰霊碑 が建てられた。犠牲になった156名の名前が刻まれ、上部には水色で縁どられた鳥が口に「Their spirit still lives on...」と書かれたリボンを咥えたイラストが描かれている。
またフェニックスダウンタウンにあるフェニックス市役所の隣には、犠牲者の記念碑がたてられている。
事故から20年後の2007年8月16日、慰霊祭がデトロイトで開かれた。事故後、遺族が現場に戻って来たのは初めてだった。
事故から25年後の2012年8月16日、慰霊祭が墜落現場で開かれ、遺族や犠牲者の友人が出席し、地元の司祭は犠牲者の名前を一人一人読み上げた。また、地元メディアは唯一の生存者である女性の現在の映像も放映した。

## この事故を扱った番組
- メーデー!:航空機事故の真実と真相 第7シーズン第2話「COCKPIT CHAOS」